# Чемпіонат України з баскетболу 2009—2010: вища ліга
19-й чемпіонат України з баскетболу  у вищій лізі  пройшов  з жовтня 2009-го по травень 2010-го року.  Чемпіоном вищої ліги України вдруге  став БК Черкаські мавпи, що не зазнав жодної поразки в чемпіонаті.

### Турнірна таблиця  За 1 - 8 місця
| № | Команда                    | В  | П  |
| - | -------------------------- | -- | -- |
| 1 | Черкаські мавпи            | 28 | 0  |
| 2 | Кремінь-КДУ (Кременчук)    | 18 | 10 |
| 3 | КТУ (Кривий Ріг)           | 18 | 10 |
| 4 | Авантаж-Політехнік(Харків) | 14 | 14 |
| 5 | Динамо (Дніпропетровськ)   | 13 | 15 |
| 6 | Волиньбаскет (Луцьк)       | 8  | 20 |
| 7 | Вінницькі Зубри (Вінниця)  | 7  | 21 |
| 8 | Скорпіони (Київ)           | 6  | 22 |

## Підсумкове положення команд
1. Черкаські Мавпи (Черкаси)
2. Кремінь- КДУ (Кременчук)
3. КТУ (Кривий Ріг)
4. Авантаж - Політехнік (Харків)
5. Динамо (Дніпропетровськ) 
6. Волиньбаскет (Луцьк)
7. Вінницькі Зубри (Вінниця)
8. Скорпіони (Київ)
9. Спортліцей-БНАУ (Біла Церква)
10. Севастополь (Севастополь)
11. Коксохім-Сталь (Алчевськ) 
12. Хімік-2 (Южне)
13. Тернопіль-ТНЕУ (Тернопіль)

## Склади  команд

### Черкаські мавпи
Сергій Алфьоров(189, Дніпро-Азот), Віталій Близнюк(206, КДПУ), Олександр Ворона(193), Юрій Зозуля(189, Дніпро-Азот), В'ячеслав Ковалевський(200, БК Сарни), Сергій Копил(201, Львівська Політехніка), Михайло Насенник(200), Назар Панасюк(191), Максим Пархоменко(205), Михайло Підопригора(190, ДніпроАзот), Дмитро Подоляко (188, Скорпіони), Тарас Пономаренко(197), Антон Супрун(204), Віталій Скрипов (214, Ведат Корук), Євген Ткаченко(205), Артем Хітов(193, БК Одеса), Максим Шепіль(195).
Тренер: Володимир Холопов.

### Кремінь-КДУ(Кременчук)
Олександр  Овчаренко, Олександр Загребельний, Дмитро Роженко, Денис Чергинський, Максим Зозуля, Ігор Григоренко, Богдан Бутко, Олексій Жарков, Володимир Журжій (капітан), Денис Хоружий, Віктор Шепель, Сергій Мочаєв, Володимир Спірін, Владислав Бараболя.
Тренер:  Андрій Кондрашов.

### КТУ(Кривий Ріг)
Попов Олександр(200), Скрипник Максим (193), Салиш Денис(203,КДПУ), Жук Олексій (190), Лазарєв Олександр (171), Лабетик Віктор (203), Нетреба Сергій (190, кап.), Мельник Антон (200), Колесник Сергій (194), Савін Валерій (202), Водолазський Артем (194), Лихо Данило (198), Оношко Віталій(185), Заблоцький Роман(198), Дяченко Данило(193), Філіпов Роман(190), Салко Петро(174).
Тренер:  Непейвода Василь .

### «Авантаж-Політехнік» (Харків)
Арабаджи Тимур, Боровський Родіон, Дудник Максим, Дяченко Євген, Климентьєв Валерій, Козлов Роман, Липовий Григорій, Мелашич Владислав, Михайлов Антон, Нарішков Степан, Ольховський Роман, Печерський Олександр, Поляков Костянтин, Роденко Микола, Рочняк Антон, Сайнієв Василь, Стрипа Тарас, Чернявський Сергій.
Тренер:  Валентин Кулібаба.

### «Динамо» (Дніпропетровськ)
Августовський Віталій(203), Балабан Дмитро(196), Борисенко Олексій(204), Геленко Богдан(200), Герасименко Дмитро(199), Гулий Ігор(189), Кобзарєв Ростислав(190), Кошевий Сергій(187), Коняхін Євген(195), Куклинський Тимофій(183), Луценко Роман(187), Орищук Руслан(185), Пережогін Андрій(189), Підопригора Михайло(190, Черкаські мавпи), Підопригора Олександр(198), Плохій Павло(192), Площенко Олександр(200), Самохатній Віталій(198), Севастьянов Олексій(186), Ткачук Максим(191), Тороп Юрій(200), Фоменко Вадим(196), Чередниченко Олександр(190).
Тренер:  Ростислав Дрьомов

### «Волиньбаскет» (Луцьк)
Блізніченко В'ячеслав(195), Войтович Роман(195), Воробей Дмитро(191), Каляєв Іван(205), Карпенко Юрій(192), Коровченко Антон(188), Криворот Денис(196), Куракін В'ячеслав(192), Каребін Богдан (202), Литвиненко Андрій (194), Мережа Андрій(209), Сокіл Роман(212), Скоков Іван(197), Фурман Володимир (201), Черненко Володимир(190), Швагринський Дмитро(196), Щегельський Артур(196).
Тренер:  Сергій Смітюх.

### «Вінницькі Зубри» (Вінниця)
Авдєєв Володимир(201), Антонов Володимир(204), Агоста Олександр(204), Бондаренко Євген (206), Глебов Гліб (208,КДПУ), Давидюк Антон(205), Женков Степан(193), Єжов Олексій(180), Здирка Микола(201),  Квартич Ігор(192), Клочко Ігор(185), Косс Євген(200), Марчук Євген(180), Могір Тарас(180), Мудрак Максим(193), Парвадов Денис(194), Сарапулов Олег(185),  Селіванов Ян(202), Семенчук Олег(186), Слободянюк Сергій(180), Фустій Олег(195), Чорний Владислав(190), Шиманський Дмитро(184), Якименко Максим (185), Яременко Юрій(190), Яцик Денис(200).
Тренер:  Сергій Бєлобородов

### «Скорпіони» (Київ)
Ашурков Кирило(191), Вишенський Сергій(185), Гукасов Павло(184), Гур'янов Євген(177), Грушецький Олег(197), Журавель Андрій(198), Івчатов Андрій(194), Кісало Сергій(191), Кузнецов В'ячеслав(182), Логінов Олексій(192), Масюк Даніїл(189), Ожерельєв Сергій(203), Пелипейко Ігор(200), Пораднік Костянтин(200), Пилипчак Олександр(197), Полотняк Олександр(198), Полуяхтов Володимир(192), Роман Валерій(197), Савченко Віктор(209), Сурін Артемій(190), Черногор Антон(198).
Тренер:  Вишенський Сергій

### Спортліцей-БНАУ (Біла Церква)
Бабич Роман(182), Балясников Владислав(194), Гавронський Дмитро(180), Галинін Сергій(182), Гамов Володимир(198), Гуменний Анатолій(190), Корнієць Богдан(193), Крутоус Павло(196), Кузьменко Ярослав(187), Кухарський Євген(206), Телегін Володимир(206).
Тренер:  Дятловський Юрій

### БК Севастополь (Севастополь)
Бугайов Денис(205), Габумунга Альберт Марселен(190), Голованчук Андрій(187), Валіулін Денис(202), Волков Ігор(185), Кибальник Валерій(180), Кожеватов Ігор(197), Кочинян Арарат(200), Литвинюк Сергій(200), Палінійчук Дмитро(190),  Романенко Андрій(205), Скурідін Дмитро(187), Ткаченко Михайло(194), Чоков Олександр(196),  Яцко В'ячеслав(190).
Тренер:  -  Коротких Сергій

## Індивідуальні нагороди
Найкращі гравці Вищої ліги: MVP – Юрій Зозуля («Черкаські Мавпи», Черкаси). Найкращий захисник – Олексій Жук (КТУ, Кривий Ріг). Найкращий нападник –Тимур Арабаджи («Авантаж-Політехнік», Харків). Найкращий центровий – Олександр Загребельний («Кремінь-КДУ», Кременчук). 